# Boechera
Boechera ("rockcress") es un género de la familia Brassicaceae, subfamilia Brassicoideae. Se encuentran en Norteamérica. 

## Descripción
La mayoría de los miembros del género son plantas perennes con las hojas pubescentes con tricomas radiales, los frutos son estrechos, alargados y curvos.
Las flores son pequeñas blancas o púrpuras en racimos alargados. 
Las relaciones dentro del género son confusas, y una cierta especie del este de Norteamérica, Boechera laevigata, puede pertenecer a un clado distinto del resto del género. 
Una característica muy interesante del género es su reproducción asexual por semillas, un proceso conocido como apomixis.

## Taxonomía
El género fue descrito por Á.Löve & D.Löve y publicado en Botaniska Notiser 128(4): 513. 1975[1976].
Etimología
Boecchera: nombre genérico que fue nombrado en honor del botánico danés Tyge Wittrock Böcher (1909-1983), que era reconocido por sus investigaciones en plantas alpinas, incluyendo el género Draba. Según estudios moleculares recientes de la mostaza de Boechera esta se encuentra hermanada al género Arabidopsis que incluye la planta modelo extensamente conocida Arabidopsis thaliana.
Hasta tiempos recientes, los miembros de este género estaban incluidos en el género Arabis, pero se han separado de ese género basándose en datos genéticos y citológicos recientes. Mientras en el género Arabis (x=8) sin embargo Boechera tiene un número base de cromosomas de x=7. Muchos taxones son triploides. Boechera es un género exclusivamente norteamericano, con la mayor diversidad en el occidente de los Estados Unidos, sin embargo su área de distribución también incluye a Groenlandia. El género está poco estudiado, y las especies dentro de él, es difícil de separarlas morfológicamente, aunque se conocen algunas especies claramente distintas.

## Especies de Boechera
Algunas de sus especies más significativas:
- Boechera crandallii (Crandall's Rockcress)
- Boechera stricta (Drummond's Rockcress)
- Boechera gunnisoniana (Gunnison's Rockcress)
- Boechera holboellii (Holboell's Rockcress)
- Boechera lignifera (Desert Rockcress)
- Boechera oxylobula (Glenwood Springs Rockcress)
- Boechera pallidifolia (Gunnison County Rockcress)
- Boechera perennans (Perennial Rockcress)
- Boechera pulchra (Beautiful Rockcress)
- Boechera selbyi (Selby's Rockcress)